# Nederlands Hervormde kerk (Sint Anthoniepolder)
De Nederlands Hervormde kerk van de Hervormde gemeente Sint Anthoniepolder is het kerkgebouw van de Protestantse Kerk in Nederland in de gelijknamige buurtschap in Zuid-Holland.

## Geschiedenis
Het oorspronkelijke kerkgebouw werd in 1357, nog vóór de tweede Sint-Elizabethsvloed, gebouwd als rooms-katholieke parochiekerk en gewijd aan Antonius van Egypte. De kerk behoorde tot 1559 tot het bisdom Luik. De toren behoort tot het oorspronkelijke kerkgebouw.
De huidige kerk is 15de-eeuws, terwijl het koor uit het begin van de 16de eeuw dateert. Aan de zuidgevel van de kerk werd rond 1887 een consistoriekamer gebouwd. Deze werd echter tijdens de grote restauratie en renovatie van de kerk tussen 1981 en 1985 weer afgebroken. De consistoriekamer werd nu aan de westzijde opnieuw gebouwd.

## Kerktoren en kerkklok
In de kerktoren hangt een kerkklok, met het opschrift:
Wat letterlijk betekent:

## Gemeente
De Hervormde gemeente Sint Anthoniepolder rekent zich tot de stroming van de Gereformeerde Bond.